# 400 a.C.
Il 400 a.C. (CD a.C. in numeri romani) è un anno  del IV secolo a.C.

## Eventi
- La popolazione della Terra raggiunge circa i 153 milioni di abitanti
- I Cartaginesi occupano Malta
- Grecia
- Rivolta della Ionia e intervento armato di Sparta. 
  - Il satrapo Tissaferne esige la sottomissione delle città ioniche e mette sotto assedio Cuma eolica. I Greci d'Asia si appellano a Sparta ,che invia un esercito di 5000 uomini, rinforzato da 5000 reduci dalla ritirata dei Diecimila di Senofonte (raccontata nell'Anabasi). Gli Spartani non ottengono risultati soddisfacenti, pur cercando di approfittare dei dissensi tra Tissaferne e Farnabazo, e nel 395 a.C. devono rientrare in Grecia.
- Roma
  - Tribuni consolari Publio Manlio Vulsone, Lucio Titinio Pansa Sacco, Publio Melio Capitolino, Spurio Furio Medullino, Lucio Publilio Filone Volsco e Publio Licinio Calvo Esquilino, primo plebeo eletto a questa magistratura.
  - Anxur viene riconquistata dai romani.
- Europa
  - Risale a quest'epoca la costruzione di un forte sul colle di Maiden Castle in Inghilterra.
  - I Celti si stabiliscono nell'Italia del nord. Secondo la tradizione storica antica, 300.000 Celti si sarebbero messi in movimento dall'Europa centrale nel corso di un ver sacrum, sacra emigrazione di una parte della popolazione assegnata alla colonizzazione di nuovi territori.
  - A Clusium (Chiusi) avviene il primo scontro tra Romani e Celti (Galli).

## Nati
- Carete, militare ateniese († 330 a.C.)
- Iceta di Siracusa, filosofo e astronomo siceliota († 335 a.C.)
- Lamisco, filosofo greco antico

## Morti
- Chirisofo di Sparta, mercenario spartano (n. 435 a.C.)
- Ninfodoro di Abdera, greco antico (n. 450 a.C.)